# キャンドゥ
株式会社キャンドゥ（英: CAN DO CO., LTD.）は、東京都新宿区に本社を置き、100円ショップチェーンを運営する日本の会社である。イオンの連結子会社であり、イオングループに属する。
売上高で1位のダイソー、2位のセリアに次ぐ業界第3位である（2010年時点、2011年時点）。
コーポレート・メッセージは「まいにちに発見を。」。

## 概説
日本全国で100円ショップ「キャンドゥ」を展開するほか、海外にも進出している。店舗数は1,311店舗（2024年4月末時点）。直営店の他にフランチャイズ（FC）店舗も存在する。2018年よりDCMホーマック（現・DCM）とFC契約を締結しており、同ホームセンター内に出店していることがある。2020年よりDCMグループなどと契約を結んだ大手FC加盟店の出店を強化している。
2021年10月14日、流通大手のイオンが当社に対し株式公開買付け（TOB）を実施すると発表。その後、2回にわたって行われたTOBと資産管理会社の発行済み株式の譲受を経て、2022年1月5日付でイオンの連結子会社となり、同社グループ入りした。なお、イオングループのショッピングセンターに入居する100円ショップが同業他社（DAISO、セリア、ワッツなど）の場合があるため、必ずしもイオングループの店舗に「キャンドゥ」が入居しているとは限らず、反対にイオングループ外の商業施設に入居する場合もある。
1999年4月、日本ショッピングセンター協会に加盟。2019年9月1日現在はテナント企業で構成される第二種正会員として所属する。
2013年をもって一部店舗での300円・500円（消費税抜き）商品販売を終了したが、2020年7月より改めて200円・300円・400円・500円商品の取り扱いを開始した。
企業別労働組合として「キャンドゥユニオン」があり、全国繊維化学食品流通サービス一般労働組合同盟（UAゼンセン）を上部団体とする専門店ユニオン連合会（SSUA）に加盟する。

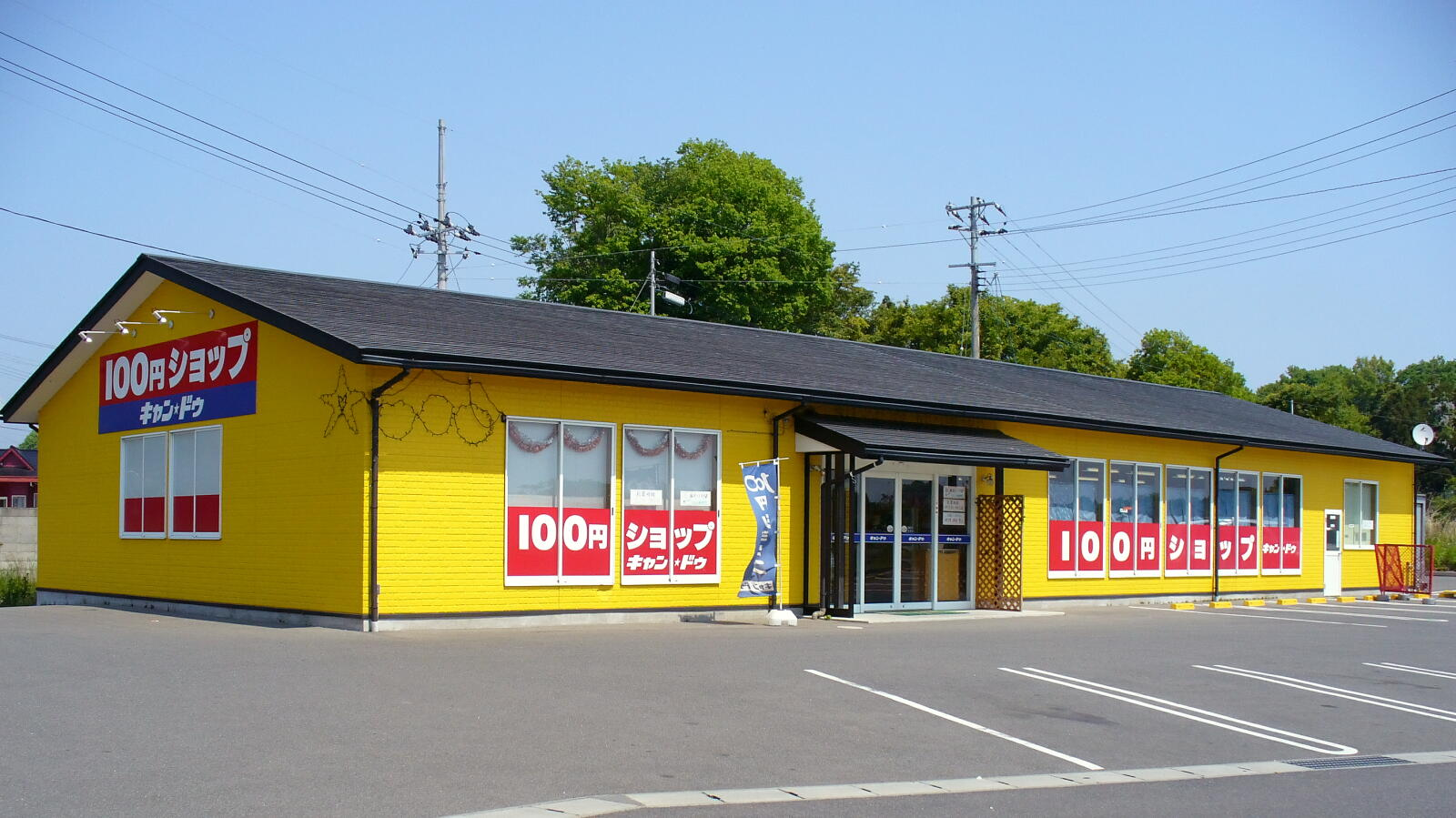
平屋型の店舗 キャンドゥ相馬小泉店
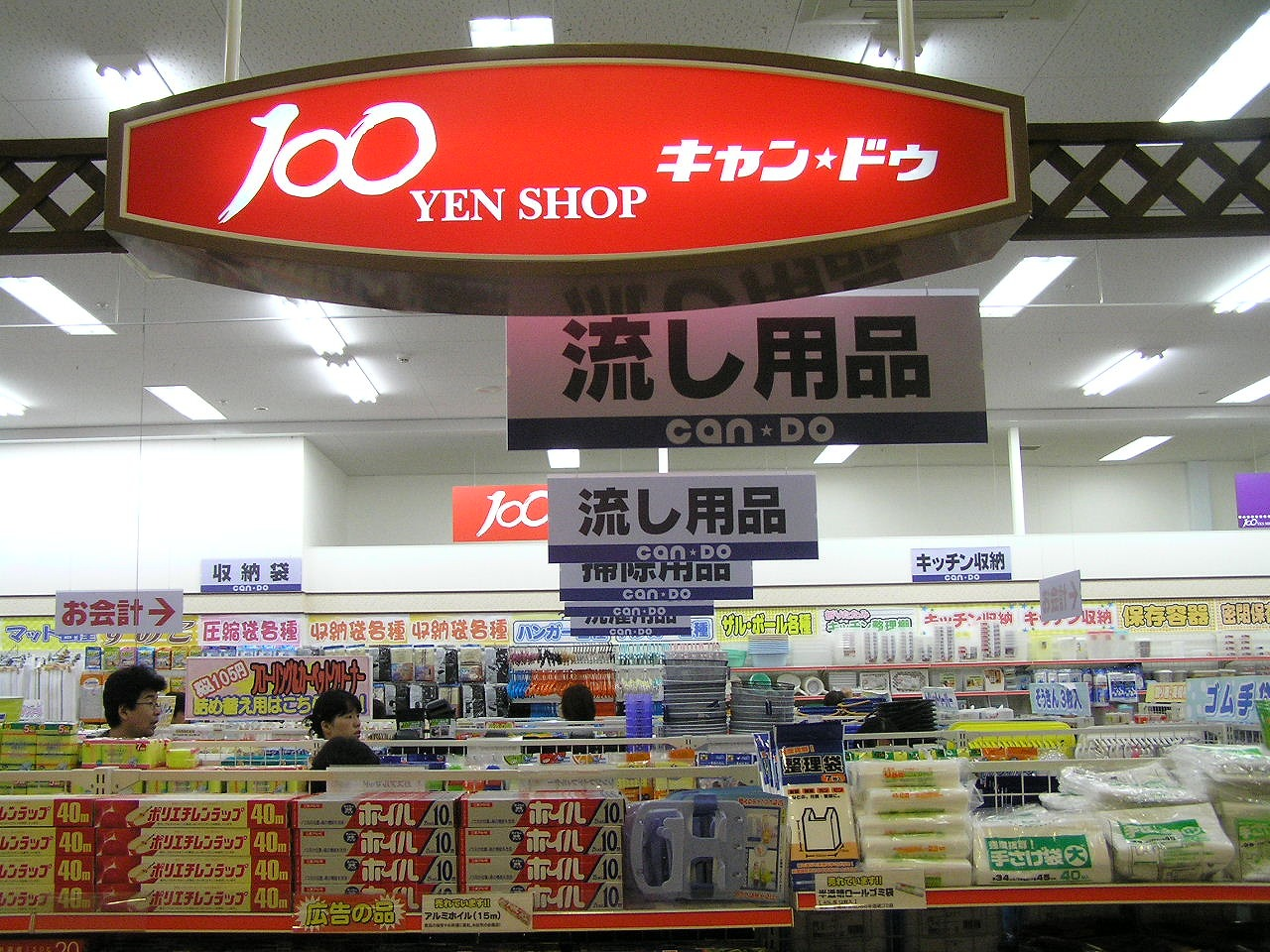
旧ロゴの看板
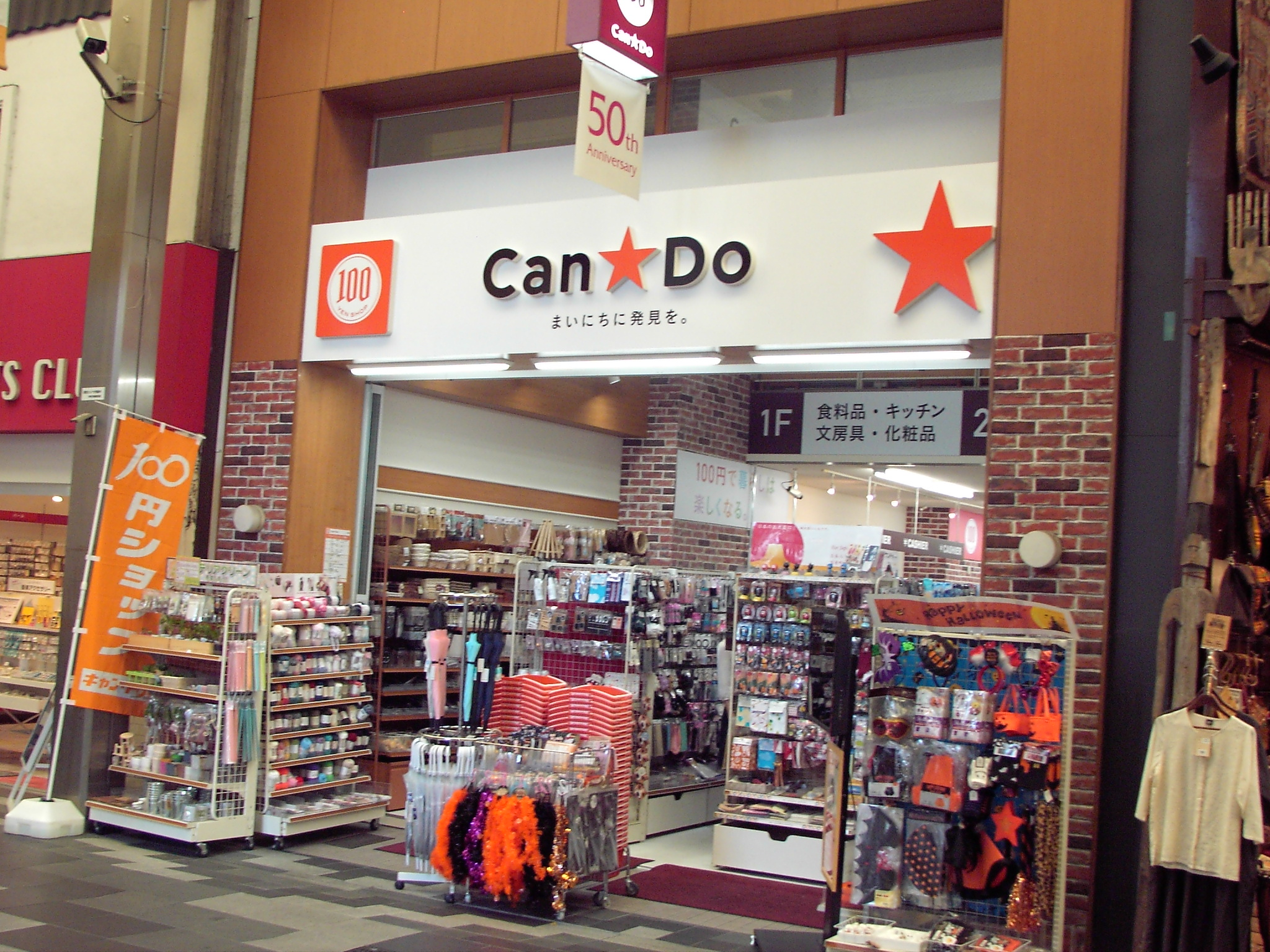
CIロゴの看板 キャンドゥ寺町店

## 歴史
創業者の城戸博司が、1993年12月3日に埼玉県戸田市で会社設立。資本金1,000万円。
1997年、1号店となる蕨東口店（埼玉県蕨市塚越1丁目7-8）を京浜東北線蕨駅東口に開店。蕨東口店は現存しないが、蕨市内の店舗として蕨東口駅前店（塚越1丁目3-14）とイオンタウン蕨店（塚越5丁目）がある。
2000年6月、東京都板橋区板橋三丁目9番7号へ本社を移転、業容拡大に対応した。
2007年4月27日、関西を中心に100円ショップ「クリスタルショップ」を展開する株式会社クリスタルショップの全株式を、株式会社クリスタルから取得し子会社化。同時に、株式会社クリスタルショップは株式会社ル・プリュに商号変更した。旧クリスタルの店舗は「ル・プリュ (Le Plus) 」の店名で営業していたが、のちに「キャンドゥ」に統一された。キャンドゥ発行の株主優待券は、ル・プリュ店舗でも使用できた。
翌2008年11月30日、株式会社ル・プリュから「ル・プリュ」のうち30店舗を事業譲受され、同年12月1日には子会社の株式会社ル・プリュが解散した。
2009年12月5日には、株式会社タヤ製作所から100円ショップ「オレンジ」の関西地区の14店舗を事業譲受した。首都圏発祥の100円ショップであるキャンドゥは、これらの企業・店舗買収により関西地区の店舗網を増やしていった。
2011年2月20日、創業者の城戸博司が、東京都港区の自宅マンションの自室のベッドの上で死亡しているのを親族が発見した。警視庁によれば外傷等はなく、死後2週間ほど経過しており、死因は病死とされた。これを受け、翌2月21日には株価が急落。同日、城戸博司の子息で経営企画室室長の城戸一弥と、販売本部本部長の北川清水を代表取締役に選任。2月25日付で一弥が代表取締役社長に就任した。一弥は社長就任当時25歳であった。
翌年には新社長のもとで、4月2日に本社を板橋区板橋から新宿区北新宿の新宿フロントタワーへ移転。同年12月にはロゴを「Can★Do」に変更、翌2013年2月には新ブランド仕様の店舗1号店として新百合丘オーパ店をリニューアルオープンするなど、刷新を進めた。

## 沿革
- 1993年（平成5年）12月3日 - 城戸博司が、埼玉県戸田市で株式会社キャンドゥを設立[2][8]。資本金1,000万円[2]。
- 1994年（平成6年）1月 - フランチャイズシステムを確立[2]。
- 1997年（平成9年）
  - 7月 - 埼玉県蕨市に蕨東口店を開店[2]。
  - 10月 - 本部基幹システムを構築[2]。
- 1999年（平成11年）4月 - 日本ショッピングセンター協会に加盟[2]。
- 2000年（平成12年）6月 - 本社を戸田市から東京都板橋区へ移転[2]。
- 2001年（平成13年）6月 - ジャスダックに株式店頭登録[2]。100円ショップでは初となる[8]。
- 2003年（平成15年）12月 - 東京証券取引所市場第二部に株式上場[2][8]。
- 2004年（平成16年）12月 - 東京証券取引所市場第一部に指定替え[2][8]。
- 2006年（平成18年）4月 - 一部店舗で300円・500円商品の取り扱いを開始[2]。POSシステムを順次導入開始[2]。
- 2007年（平成19年）
  - 1月 - 中国・上海にキャンドゥ100%出資の連結子会社として、感動商業有限公司を設立[2]。
  - 4月27日 - 株式会社クリスタルから、株式会社クリスタルショップの全株式を取得して子会社化[22]。クリスタルショップが株式会社ル・プリュに商号変更[23]。
  - 11月 - 同年11月期から連結決算となる。
- 2008年（平成20年）
  - 11月30日 - ル・プリュから「ル・プリュ」のうち30店舗を事業譲受[24]。
  - 12月1日 - 株式会社ル・プリュが解散[24]。
- 2009年（平成21年）12月5日 - 株式会社タヤ製作所から「オレンジ」の関西14店舗を事業譲受[25]。
- 2010年（平成22年）2月 - 本社で商品本部・販売本部・管理本部の3本部制を導入[2]。
- 2011年（平成23年）
  - 2月20日 - 城戸博司が死亡しているのが発見される[26][27]。
  - 2月21日 - 株価急落。北川清水（販売本部本部長）と城戸一弥（経営企画室室長）を代表取締役に選任[17][18][28]。
  - 2月25日 - 城戸一弥が代表取締役社長に就任[15][29]。
- 2012年（平成24年）
  - 4月2日 - 本社を東京都板橋区から新宿区北新宿の新宿フロントタワーへ移転[2][21][30]。
  - 9月 - POSシステム・自動発注システムを直営店全店に導入完了[2]。
  - 12月 - ロゴを「Can★Do」に変更[2]。
- 2013年（平成25年）
  - 2月 - 新ブランド仕様の店舗1号店として新百合丘オーパ店がリニューアルオープン[2]。
  - 9月 - 犬をモチーフとしたイメージキャラクター「はっ犬（けん）ワンドゥ」が登場[8]。
  - 12月 - 300円・500円商品の販売を終了[2]。
- 2014年（平成26年）
  - 9月 - 株式会社アクシスを設立（現・連結子会社）[2]。
  - 11月 - 株式会社城商から100円ショップ事業の一部を譲受する[2]。
  - 12月 - 株式会社アクシスが吸収分割により、キャンドウの取引先である株式会社サエラの100円ショップ向け商品の卸部門を承継する[2]。
- 2015年（平成27年）
  - 5月 - 韓国に関連会社として、CANDO KOREA INC.を設立[2]。
  - 12月 - モンゴル、タイにフランチャイズ店を出店して進出[8]。
- 2016年（平成28年）
  - 4月 - 4営業所体制となり、北日本・首都圏・中日本・西日本の各営業所を開設[2]。
  - 12月 - 韓国エリアフランチャイズ契約解除に伴い、CANDO KOREA INC.との資本提携を解消する[2]。
- 2017年（平成29年）4月 - 新型POSレジを直営店全店に導入完了[2][8]。
- 2018年（平成30年）
  - 8月 - 中国・上海の感動商業有限公司（連結子会社）の清算結了[2]。
  - 12月 - 近畿営業所を開設[2]。
- 2020年（令和2年）
  - 7月 - 200円・300円・400円・500円商品の取扱いを開始[2][14]。
  - 12月 - 直営部・FC部を統合[2]。3営業部（東日本、中日本、西日本）、6営業所（札幌、埼玉、東京、東海、大阪、福岡）体制とする[2]。
- 2021年（令和3年）
  - 10月14日 - イオンによる株式公開買付け（TOB）を発表[10]。
  - 11月29日 - イオンが株式公開買付け（第1回）により、議決権所有割合ベースで37.18%の株式を取得[31]。
- 2022年（令和4年）
  - 1月5日 - イオンが株式公開買付け（第2回）及び資産管理会社の買収により、議決権所有割合ベースで第1回と合わせて51.16%の株式を取得し、当社を連結子会社化。イオングループ入りした[32]。
  - 11月8日 - 飾りやラッピング、オブジェなどクリスマス関連の商品をイオンリテールやイオン東北が運営する「イオン」・「イオンスタイル」で販売開始。100円ショップではなく総合スーパーへの販売は今回が初となる[33]。

## マスコットキャラクター
マスコットキャラクターは、犬の「はっ犬ワンドゥ」。「はっけんワンドゥ」と読み、同社のキャッチフレーズ「まいにちに発見を。」から、犬と発見を掛けている。
「どこからともなくやって来た。シャーロックホームズに憧れており、いつもお気に入りの探偵の帽子とスカーフを身に着け、持ち歩いている虫眼鏡で新しいモノを発見する」という設定。YouTubeのキャンドゥ公式アカウントで、2013年9月から「はっ犬ワンドゥ」のアニメ動画が公開されている。
以下のようなプロフィールが設定されている。
- 年齢：秘密
- 性別：オス
- 性格：ポジティブ
- 趣味：冒険
- 好きなもの：青汁
- 癖：お節介な一言
- 家族：両親、年の離れた妹
- 友人：大勢（誰とでも仲良くできる）
- 人生観：犬も歩けば棒に当たる
- 恋愛観：いずれ